# Quỹ bảo trợ
Quỹ bảo trợ là một chương trình đầu tư tập thể tồn tại như một thực thể pháp lý duy nhất nhưng có một số quỹ phụ riêng biệt được giao dịch như các quỹ đầu tư cụ thể.
Loại sắp xếp này có nguồn gốc trong ngành công nghiệp quản lý đầu tư châu Âu, nhất là với SICAV (một đầu tư tập thể mở). mô hình SICAV đã được sao chép cho công ty đầu tư mở (OEIC) Vương quốc Anh và các mô hình quỹ hải ngoại.

## Ưu điểm
Cơ cấu quỹ bảo trợ làm cho nó rẻ hơn cho các nhà đầu tư chuyển từ một quỹ phụ này sang một quỹ phụ khác và tiết kiệm các chi phí quản lý đầu tư liên quan đến trùng lặp quy định.